# 学校行けやあ゛
「学校行けやあ゛」（がっこういけやあ）は、新しい学校のリーダーズの楽曲。2016年7月25日に配信限定曲としてリリースされた。

## 概要
菓子メーカー湖池屋とのタイアップ企画「はみ出しプロジェクト」により発表され、曲名に「こいけや」という語句を含む言葉遊びとなっている。シングル曲扱いではないが、新しい学校のリーダーズが正式にリリースした初めての楽曲である。作詞・作曲にあいみょん、編曲にCarpainterが起用された。
現在の所、LINE MUSICでの配信限定リリースとなっており、それ以外の音楽配信サービスでは入手できず、商品化の予定もないとの事。ただし、翌年リリースのCDデビュー曲「毒花」の予約特典として、この楽曲の紙ジャケット版CDが先着で貰えるキャンペーンを実施していた。
「はみ出しプロジェクト」の一端としてミュージック・ビデオも公開されている。内容は湖池屋とのタイアップらしく、担任の教師に「青春の味」を調べる宿題を出されたメンバーたちが、様々な場面で流される涙を収集し、それを使ったポテトチップスを提出するという構成になっている。動画には加村真美、森下能幸、薬師寺保栄、竹原慎二、内藤大助、ぺえ、ヴィエンナ、古関れん、小澤シェインらが出演している。
テレビ岩手『らどんぱ!』EDテーマ曲、フジテレビ系『呼び出し先生タナカ』OPテーマ曲。